# Parhomaloptera microstoma
Genre
Espèce
Statut de conservation UICN

 LC  : Préoccupation mineure
Parhomaloptera microstoma, unique représentant du genre Parhomaloptera, est une espèce de poissons d'eau douce téléostéens de la famille des Balitoridae (ordre des Cypriniformes).

## Répartition et habitat
Parhomaloptera microstoma est endémique de Bornéo. Ce poisson se rencontre en eaux vives.

## Description
Parhomaloptera microstoma peut mesurer jusqu'à 88 mm de longueur totale.

## Classification
Le nom valide complet (avec auteur) de ce taxon est Parhomaloptera microstoma (Boulenger, 1899),.
Alors que le WoRMS classe ce taxon dans la famille des Balitoridae, FishBase continue de le ranger dans les Gastromyzontidae.
Le genre Parhomaloptera a été créé en 1902 par le zoologiste français Léon Vaillant (1834-1914),.
Parhomaloptera microstoma a pour synonyme :
- Homaloptera microstoma Boulenger, 1899

### Étymologie
Le nom générique, Parhomaloptera, composé du préfixe grec ancien παρά, pará, « à côté de, auprès de », et du genre Homaloptera, fait référence à la proximité de ces deux genres.
Son épithète spécifique, du grec ancien , micros, « petit » et στόμα, stóma, « bouche », fait référence à la petitesse de sa bouche dont la « largeur est à peine un quart de celle de la tête ».

### Publications originales
- Genre Parhomaloptera :
  - Léon Vaillant, « Résultats zoologiques de l’Expédition Scientifique Néerlandaise au Bornéo central », Notes from the Leyden Museum, Leyde, Inconnu, vol. 24, nos 1/3,‎ 1902, p. 1-166 (ISSN 1872-9231, OCLC 1755814, lire en ligne).
- Espèce Parhomaloptera microstoma, sous le taxon Homaloptera microstoma :
  - (en) G. A. Boulenger, « Descriptions of two new Homalopteroid fishes from Borneo », Annals and Magazine of Natural History, Londres, Taylor & Francis, vol. 4, no 21,‎ septembre 1899, p. 228–229 (ISSN 0374-5481, OCLC 1481361, DOI 10.1080/00222939908678188, lire en ligne).